# Simira hirsuta
Simira hirsuta är en måreväxtart som beskrevs av Charlotte M. Taylor. Simira hirsuta ingår i släktet Simira och familjen måreväxter. Inga underarter finns listade i Catalogue of Life.